# Romboëdrische kuboctaëder
Een romboëdrische kuboctaëder is een archimedisch lichaam met 26 vlakken waarvan acht gelijkzijdige driehoeken en 18 vierkanten. Het heeft 24 hoekpunten en 48 ribben. Er zijn twee ruimtevullingen met de romboëdrische kuboctaëder mogelijk, een met nog kubussen en viervlakken en een met nog kuboctaëders en kubussen.
Het mineraal pyriet kan in de vorm van een romboëdrische kuboctaëder voorkomen, dus in die habitus. De ribben van de daarin voorkomende zijvlakken zijn niet allemaal hetzelfde. Hoewel de overeenkomst duidelijk is, is het in dit geval dus geen archimedisch lichaam.
Leonardo da Vinci tekende in de Divina proportione uit 1509 van Luca Pacioli een lichaam in de vorm van een ster, waarvan de kern een romboëdrische kuboctaëder was. De Nederlandse wiskundige Rinus Roelofs zag dat hij daar een fout bij had gemaakt: de onderste piramide moest een viervlak zijn in plaats van een vierkante piramide. Anderen wijzen er op dat Leonardo de romboëdrische kuboctaëder in hetzelfde boek nog wel correct heeft getekend.

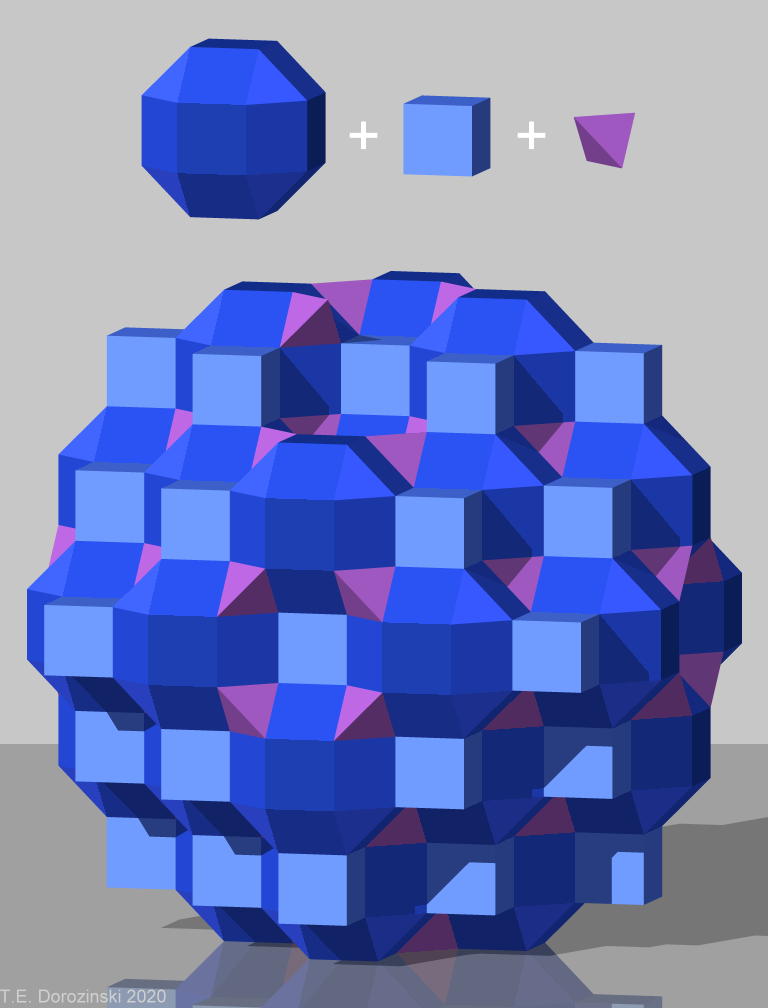
ruimtevulling samen met kubussen en viervlakken
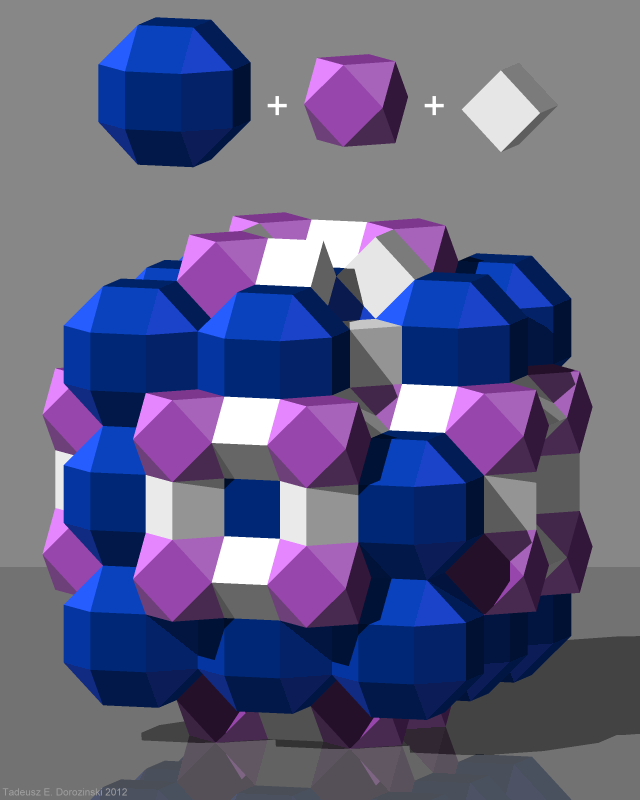
en samen met kuboactaëders en kubussen
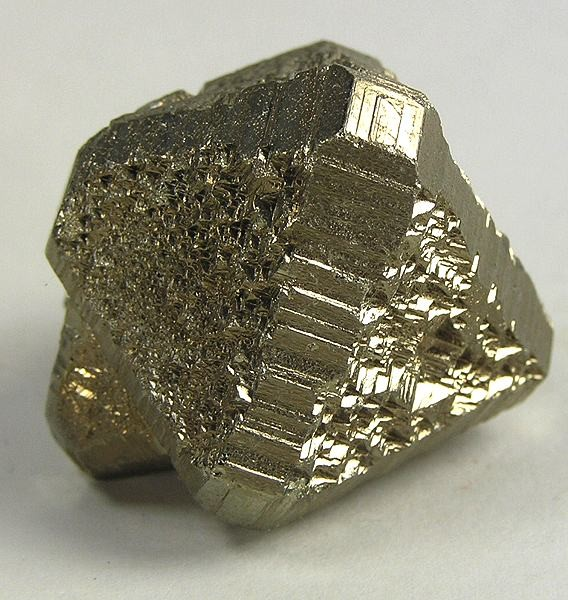
pyriet
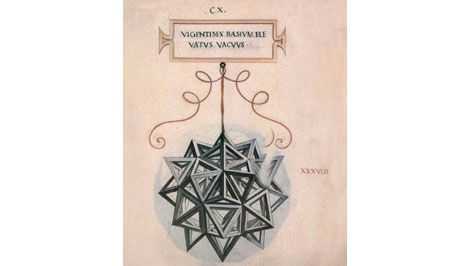
illustratie van Leonardo da Vinci in de Divina proportione van Luca Pacioli
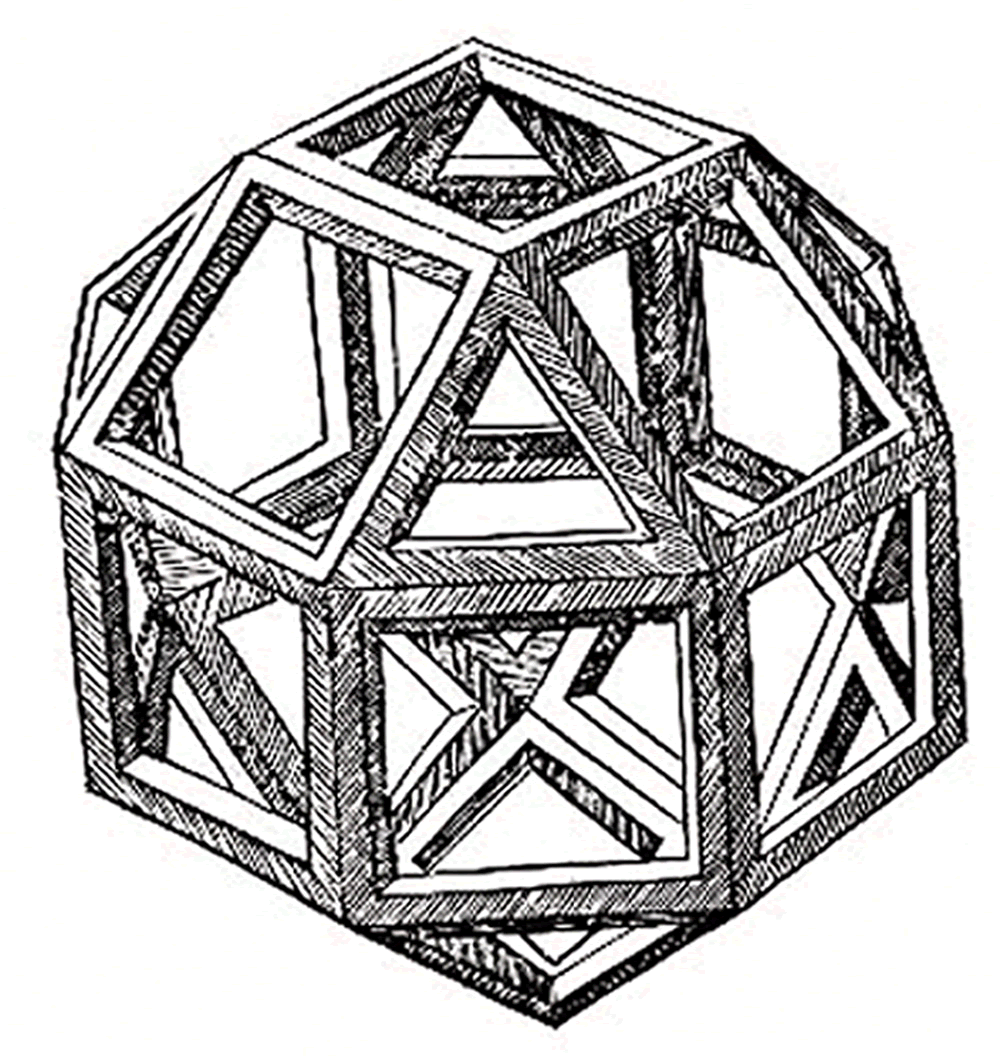
en correct nog eens in hetzelfde boek
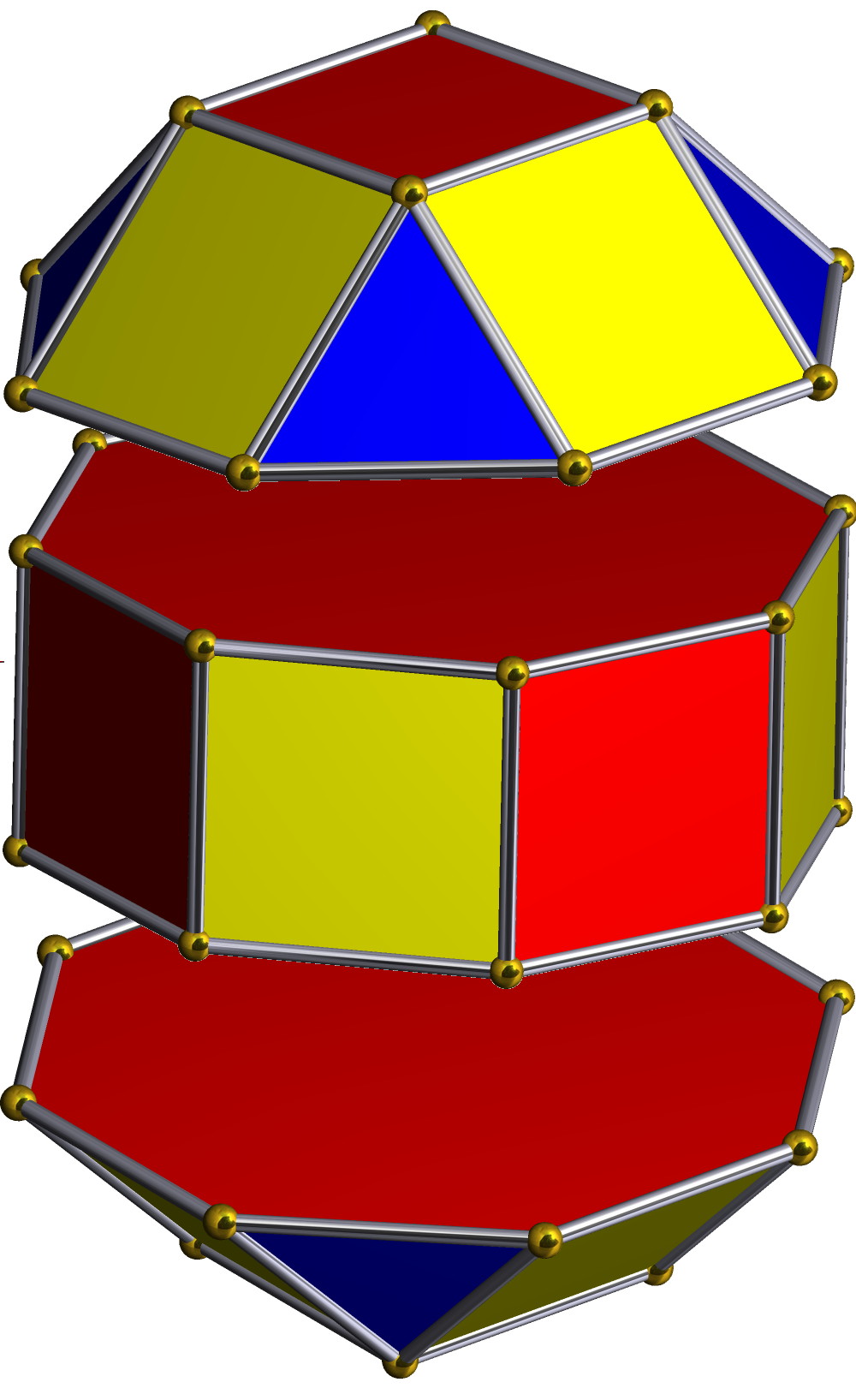
opgebouwd uit een achthoekig prisma en twee vierkante koepels

Een romboëdrische kuboctaëder kan worden gezien als opgebouwd uit een achthoekig prisma met een vierkante koepel J4 tegen beide regelmatige achthoeken aan. Hetzelfde geldt voor een gedraaide romboëdrische kuboctaëder J37, maar het verschil is dat de vierkante koepels in de beide lichamen 45° verschillend ten opzichte van elkaar zijn gedraaid. Een gedraaide romboëdrische kuboctaëder is een johnsonlichaam, dus geen archimedisch lichaam.
De oppervlakte {\displaystyle A} en inhoud {\displaystyle V} van een romboëdrische kuboctaëder waarbij {\displaystyle a} de lengte van een ribbe is:
{\displaystyle A=(18+2{\sqrt {3\ }})a^{2}\approx 21,4641016a^{2}}
{\displaystyle V={\frac {1}{3}}(12+10{\sqrt {2\ }})a^{3}\approx 8,71404521a^{3}}